# Кантакузен, Михаил Михайлович
Князь Михаил Михайлович Кантакузен (13 октября 1858, Яссы — 17 сентября 1927, Бордигера) — русский генерал, участник русско-японской и Первой мировой войн.

## Биография
Происходил из обрусевшего румынского рода Кантакузенов. Его отец Михаил Егорович (1827-80) приходился племянником государственному канцлеру А. М. Горчакову и шурином его преемнику Н. К. Гирсу.
Михаил Михайлович окончил Пажеский корпус (1879), был выпущен подпоручиком в 3-ю гвардейскую и гренадёрскую артиллерийскую бригаду.
Чины: поручик (1879), подъесаул (1884), есаул (за отличие, 1888), войсковой старшина (за отличие, 1895), полковник (за отличие, 1901), генерал-майор (за отличие, 1908), генерал-лейтенант (1915).
Служил адъютантом командующего войсками Туркестанского военного округа (с 1884) и адъютантом великого князя Михаила Николаевича по званию генерал-фельдцейхмейстера (с 1889).
В русско-японскую войну командовал 3-м дивизионом 31-й артиллерийской бригады (1904—1905). Находился в распоряжении наместника на Дальнем Востоке.
В 1905—1907 годах служил в Оренбургской казачьей артиллерии. Позднее командовал: 1-м дивизионом 31-й артиллерийской бригады (1907—1908), 9-й артиллерийской бригадой (1908—1909) и 3-й артиллерийской бригадой (1909—1913).
27 июня 1913 года назначен инспектором артиллерии 23-го армейского корпуса, с которым и вступил в Первую мировую войну. 3 января 1915 года произведен в генерал-лейтенанты «за отличия в делах против неприятеля». 22 апреля 1917 года отчислен от должности с назначением в резерв чинов при штабе Киевского военного округа.
В эмиграции в Италии. Умер в городке Бордигера.

### Семья
В апреле 1892 года женился на Ольге Николаевне Николаевой (1868—1950), внебрачной дочери великого князя Николая Николаевича старшего и балерины Екатерины Гавриловны Числовой (1845—1889). Их дети: 
- Ирина Нарышкина (1895—1945),
- Ольга (1899—1983).

## Награды
- Орден Святого Станислава 2-й ст. (1898);
- Орден Святой Анны 2-й ст. с мечами (1906);
- Орден Святого Владимира 4-й ст. с мечами и бантом (1907);
- Орден Святого Владимира 3-й ст. (1911);
- Орден Святого Станислава 1-й ст. с мечами (1915);
- Орден Святой Анны 1-й ст. с мечами (04.06.1915).